# Christophorus Flugrettungsverein

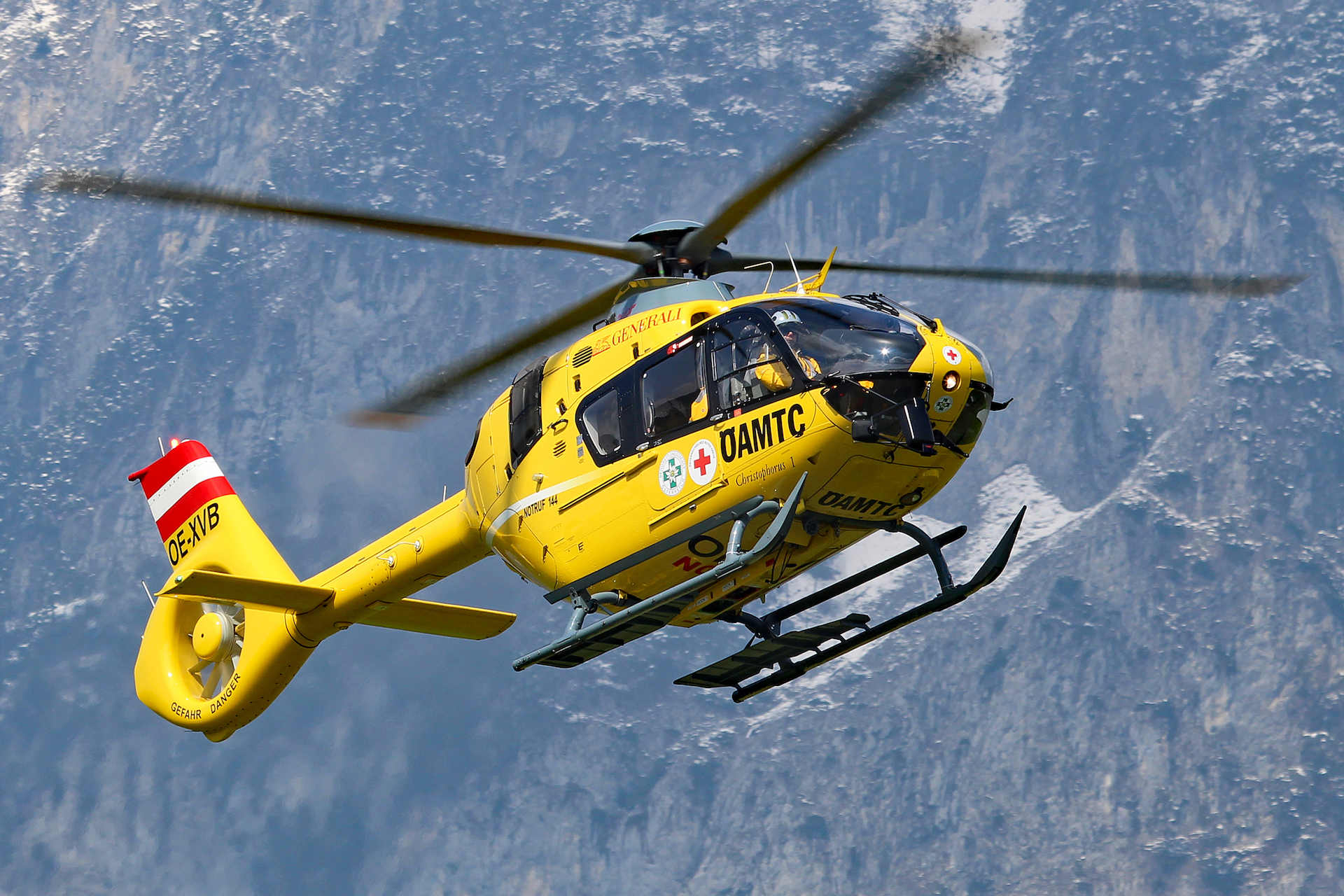
OE-XVB (Christophorus 1) at LOJO

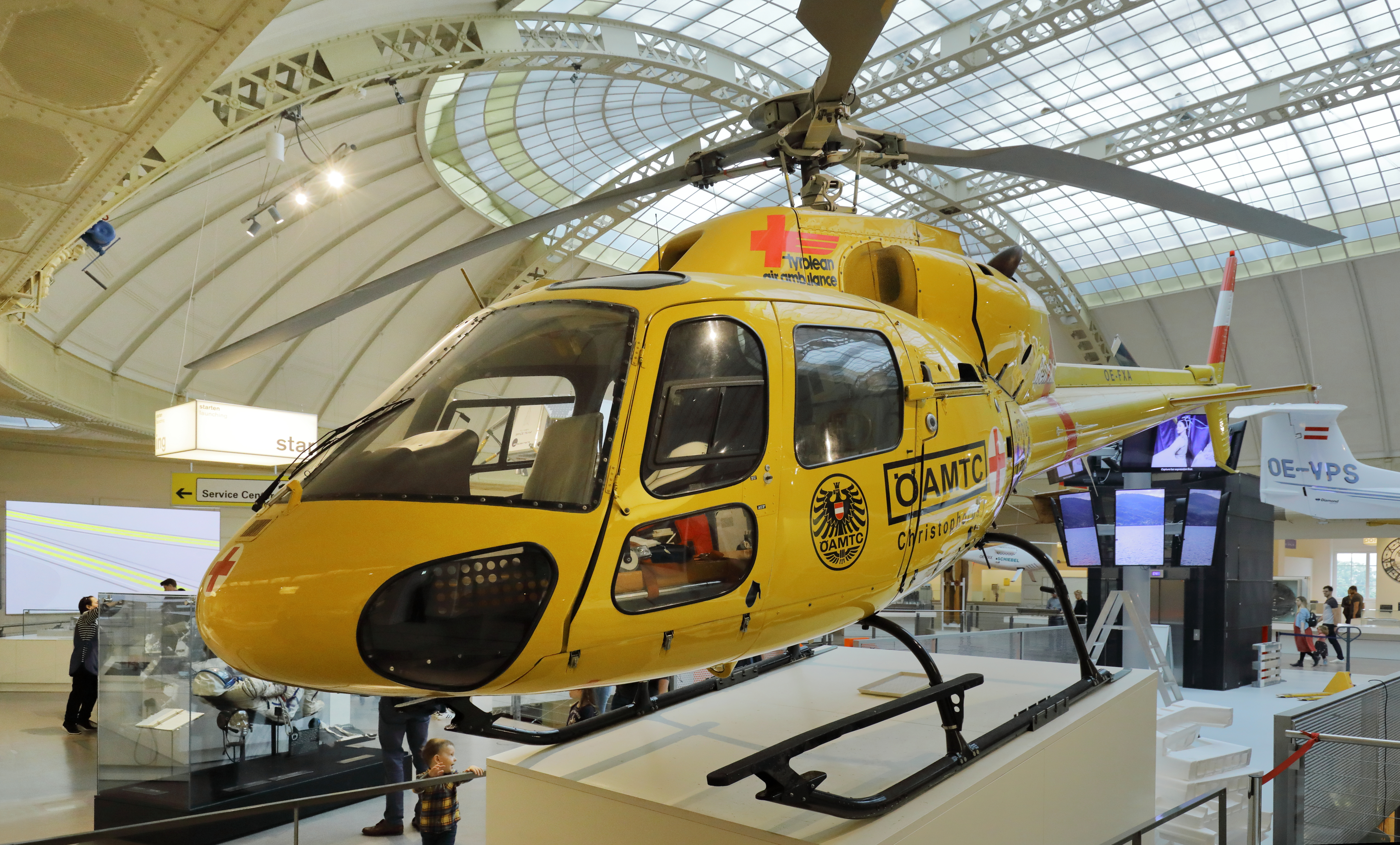
„Christophorus 1“ mit der Kennung OE-FXA war der erste Notarzthubschrauber Österreichs und wurde 1983 in Innsbruck in Betrieb genommen

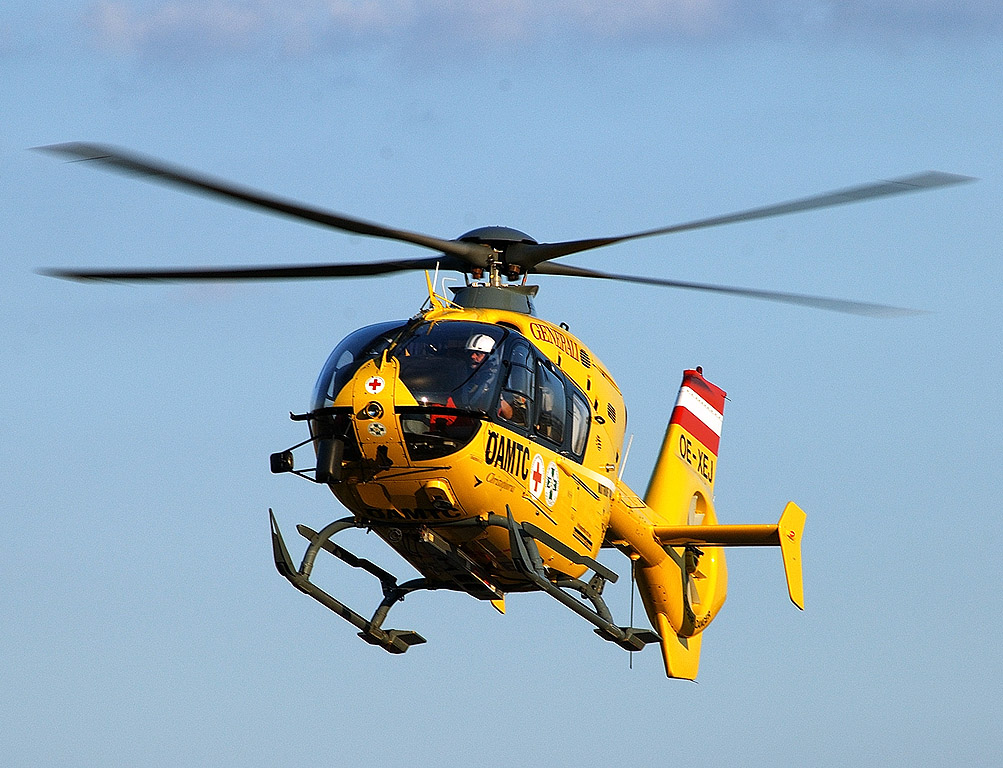
Christophorus 12 beim Landeanflug

Der Christophorus Flugrettungsverein (CFV) ist der größte Anbieter für Flugrettung in Österreich und stellt in jedem der neun Bundesländer Notarzthubschrauber. Er wurde von den Landesvereinen des Automobilclubs ÖAMTC als gemeinnütziger Verein gegründet. Von den 18 Stützpunkten aus werden ganzjährig Einsätze bei medizinischen Notfällen, Unfällen und Überstellungsflüge durchgeführt. Im Winter werden vorwiegend während der Skisaison zusätzliche saisonale Notarzthelikopterstützpunkte in den alpinen Regionen Westösterreichs unter dem Funkrufnamen „Alpin 1“, „Alpin 2“ und „Alpin 5“ vorgehalten.

## Geschichte

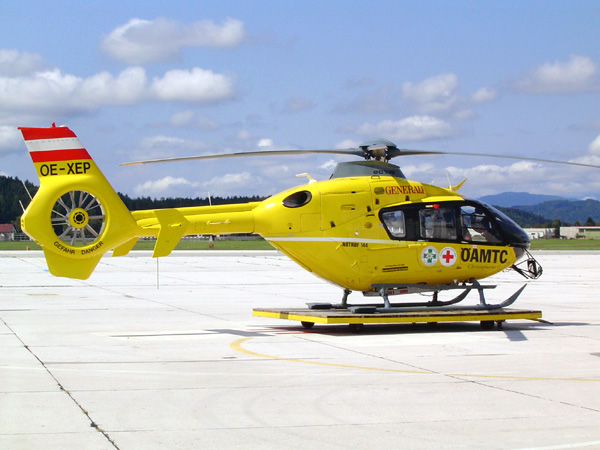
EC 135 T2+ am Heliport Klagenfurt

Der Christophorus Flugrettungsverein wurde im Jahr 1983 vom ÖAMTC gegründet, nachdem der Innsbrucker Chirurg Gerhard Flora den Zustand der Flugrettung in Österreich kritisierte. Mit Christophorus 1 in Innsbruck und Christophorus 2 in Krems standen die ersten beiden Notarzthubschrauber (NAH) bereit. Im Mai 1984 wurde durch einen Vertrag mit den Sozialversicherungsträgern die Finanzierung sichergestellt, im Mai 1985 wurde vom Bundesministerium für Inneres, dem Österreichischen Bundesheer und dem ÖAMTC beschlossen, die Flugrettung bundesweit auszudehnen. Der ursprünglich unter dem Namen Christophorus 1 fliegende Hubschrauber ist seit Dezember 2003 im Technischen Museum Wien ausgestellt.
Zwischen Jänner und Juli 2002 übernahm der Flugrettungsverein einen Stützpunkt des Bundesheeres sowie sieben des Innenministeriums, nachdem sich der Staat aus finanziellen Gründen aus der Flugrettung zurückzog. Bis zum Jahr 2006 kamen drei weitere Stützpunkte hinzu. Die Hubschrauberflotte wurde vollständig auf EC 135 von Eurocopter umgerüstet.
Im Jahr 2006 ging der Verein auch eine Kooperation mit dem ungarischen Rettungsdienstes OMSZ ein, der damit seine Flotte auf die Helikopter des ÖAMTC umstellte. Zu diesem Zeitpunkt war der Flugrettungsverein mit 24 Hubschraubern EC 135 der europaweit größte zivile EC-135-Betreiber.
Der Verein unterhält 18 Stützpunkte in ganz Österreich. In den Wintermonaten kommen sechs weitere Stützpunkte des HAT (Heli-Ambulance-Team) hinzu. Diese werden in Kooperation mit dem privaten NAH-Betreiber Wucher betrieben. Damit reagiert der ÖAMTC auf die zunehmende Zahl privater Hubschrauberbetreiber. In einem durch die Niederösterreichische Gebietskrankenkasse in Auftrag gegebenen Untersuchung wird diese Überversorgung kritisiert, von den 38 in der Wintersaison aktiven Stützpunkten könnten 22 geschlossen werden, ohne die Erreichbarkeit aller Gebiete innerhalb von 15 Minuten zu gefährden.
Der CFV arbeitet eng mit dem Österreichischen Roten Kreuz, der österreichischen Bergrettung und der Berufsrettung Wien zusammen. 250 Notärzte arbeiten für die Organisation.
Die 18 Stützpunkte decken Österreich komplett ab; durchschnittlich treffen die Christophorus-Hubschrauber nach 14 Minuten am Notfallort ein. Die Anforderung des Notarzthubschraubers erfolgt über den üblichen österreichischen Rettungs-Notruf 144 und wird über die örtlich zuständige Leitstelle vermittelt. Über die Notwendigkeit eines NAH-Einsatzes entscheidet der Leitstellendisponent anhand der Angaben, die der Anrufer am Telefon macht. Wenn die zuständige Krankenkasse den Einsatz des Hubschraubers nicht finanziert, trägt entweder der Verein die Kosten oder stellt sie dem Patienten in Rechnung. So wurde im Jahr 2008 jeder dritte Einsatz nicht von den Sozialversicherungsträgern bezahlt; aufgrund dieser ungelösten Finanzierungssituation hat der Christophorus Flugrettungsverein den Vertrag zum Betrieb der Rettungshubschrauber an den mit dem Innenministerium betriebenen Standorten zum Jahresende 2010 gekündigt. Bei den Neuausschreibungen der Verträge für die acht Standorte ist vom Innenministerium eine Eigenbeteiligung der Patienten vorgesehen, die zusammen mit den Bundesländern Niederösterreich, Oberösterreich, Burgenland und Tirol betriebenen Standorte werden aus dem jeweiligen Landeshaushalt subventioniert. Aus sozialen Gründen lehnt der ÖAMTC die Rechnungslegung an Patienten ab und hat nach eigenen Angaben einen jährlichen Verlust von drei bis fünf Millionen Euro.
Für November 2019 wurde ein dritter Flugrettungsstützpunkt in der Steiermark angekündigt. Er wird in Sankt Michael in Obersteiermark eingerichtet und mit Christophorus 17 besetzt.

## Hubschrauber-Besatzung

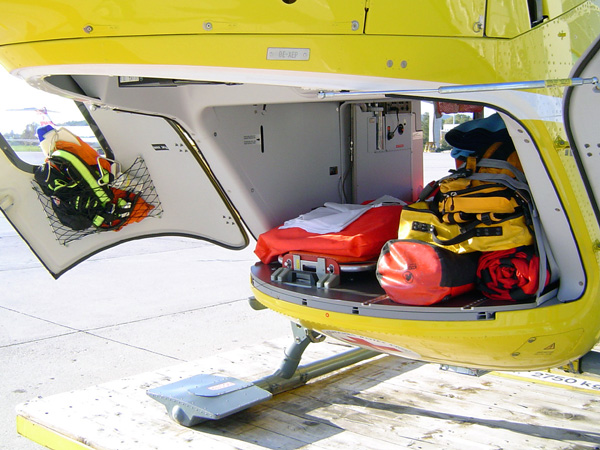
Das Heck der EC 135 mit Krankentrage und Alpinausrüstung

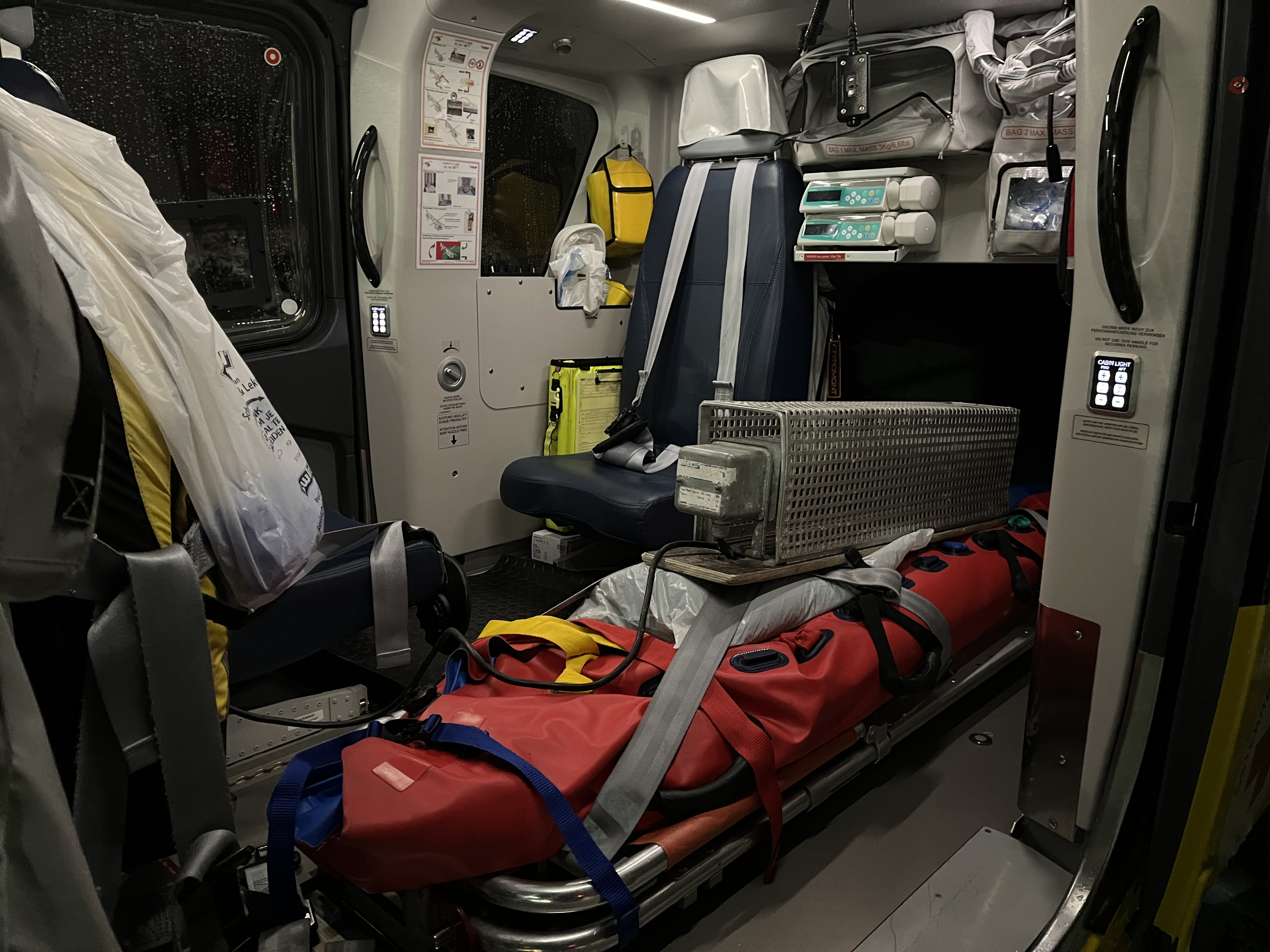
Innenansicht des Patientenraums der EC 135

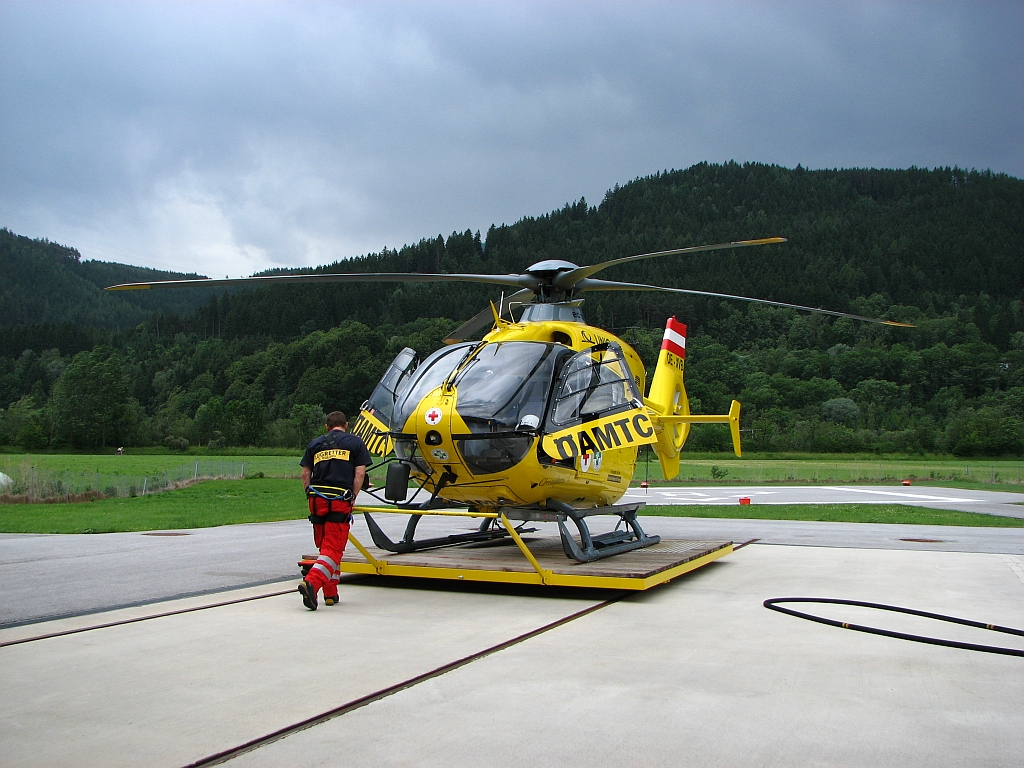
Der NAH Christophorus 1 ist in Innsbruck stationiert

Neben dem Piloten besteht die Crew des Hubschraubers aus einem Notarzt, einem Notfallsanitäter des Roten Kreuzes oder der Berufsrettung Wien und je nach Einsatzart eventuell noch einem Flugretter der Bergrettung oder einem Alpinpolizisten. Die medizinischen Geräte und Sonderausstattungen an Bord der Hubschrauber entsprechen den aktuellen Standards und ermöglichen so auch spezielle Einsätze. Von den zwei Sitzen seitlich des Patienten ist es dem behandelnden Notarzt oder Notfallsanitäter möglich, den Zustand des Patienten zu überwachen und diesen weiter zu versorgen. Die Besatzung wird regelmäßig geschult, was bei Piloten jährliche Kosten von rund 15.000 Euro verursacht, für die Bergrettung in alpinem Gelände sind die Besatzungen zu einer Bergrettungsausbildung und jährlichen Fortbildungen verpflichtet.
Die Besatzungen befinden sich täglich von Sonnenaufgang bis Sonnenuntergang in Einsatzbereitschaft, frühester Dienstbeginn ist 6 Uhr morgens. Maximal drei Minuten nach Alarmierung zu einem Notfalleinsatz erfolgt der Start des Hubschraubers.

## Fluggerät
Die Flotte besteht mittlerweile ausschließlich aus der von Eurocopter hergestellten EC 135 in verschiedenen Varianten beziehungsweise vom Nachfolgermodell H135. Die erste dieser Maschinen wurde im Jahr 1997 an den Christophorus Flugrettungsverein ausgeliefert (OE-XEA). Seitdem hat sich die Flotte auf einen Bestand von 31 Maschinen vergrößert (OE-XEA bis OE-XEZ exkl. der verkauften OE-XEB und OE-XEJ, der in Salzburg verunfallten OE-XEH und der an die ungarische Flugrettung verleasten OE-XES, -XET, -XEU, -XEV, -XEW und -XEX); sowie weiters die in der Flotte verbleibenden OE-XVA bis OE-XVJ, wobei die an die ungarische Flugrettung verleasten Hubschrauber bei ihrer Wiedereingliederung in die Flotte neue Registrierungen erhielten: aus OE-XES wurde OE-XVK, aus OE-XEU die OE-XVL, aus OE-XEW die OE-XVM und aus OE-XEX die OE-XVN. Der Verbleib von OE-XEV ist unbekannt, zuletzt trug die Maschine die ungarische Registrierung HA-ECE im Dienst der ungarischen Flugrettung. Der Christophorus Flugrettungsverein war bis 2006 weltweit größter privater Betreiber einer EC 135-Flotte. Mittlerweile (Stand August 2022) wurde die Flotte bei gleichbleibender Größe von 31 Maschinen etwas verjüngt und die OE-XEF auch ausgeschieden. Neu hinzugekommen sind die Airbus Helicopters H135 der neuesten Generation OE-XVP, -XVQ, -XVR, -XVS, -XVT, -XVU und -XVV.
Die Maschinen sind – abhängig vom jeweiligen Stützpunkt, an dem sie stationiert sind – mit Ausrüstung für verschiedene Bergetechniken ausgerüstet. Für eine Taubergung mit Bergesack wird an die Unterseite des Hubschraubers ein Fixtau in jeweils angepasster Länge am – vom Christophorus Flugrettungsverein selbst entwickelten – Doppelhakensystem fixiert. Dies ermöglicht eine Bergung des Patienten an Notfallorten, wo eine Landung nicht möglich ist. Der Patient wird dabei auf einer Vakuummatratze im Bergesack zusammen mit Flugretter und Sanitäter zu einem geeigneten Zwischenlandeplatz geflogen, wo er weiter medizinisch versorgt werden kann. Bei der variablen Taubergung seilt sich der Flugretter allein mit Hilfe eines speziellen Abseilgerätes vom 10-Meter-Tau aus bis zu 80 Meter weiter ab und sichert den Patienten an diesem, während der Pilot die Maschine möglichst ruhig in der Luft hält. Die Versorgung des Verunfallten durch den Notarzt findet erst am Zwischenlandeplatz statt. Eine Kaperbergung wendet man an, wenn beispielsweise ein abgestürzter oder hilfebedürftiger Kletterer in einer steilen Felswand am Seil hängt. Dabei sichert ein Flugrettungssanitäter den Verunfallten an seinem Tau und kappt mit einer Kaperschere – nach Entlasten – dessen Seil. Weiters werden Seilbahnbergungen, Gletscherspaltenbergungen und die für den Flugretter sehr riskanten Kufenbergungen von in Eis eingebrochenen Personen durchgeführt.
Eine Bergetauausrüstung auf der Unterseite der Helikopter (sofern keine kurzfristig eingesetzte Ersatzmaschine am jeweiligen Stützpunkt im Einsatz ist, welche durchaus die Bergetauausrüstung montiert haben kann) fehlt standardmäßig bei den Standorten Christophorus 2, Christophorus 9, Christophorus 16, Christophorus 18 und Christophorus 33 / ITH, da diese per definitionem keine alpinen Stützpunkte sind.
Bezeichnung
Christophorus 1 bis Christophorus 18 sind die Rufzeichen der Fluggeräte, die auf den gleichnamigen Christophorus-Standorten stationiert sind. So verwendet beispielsweise der jeweilige am Christophorus-Standort 12 (Graz) stationierte Notarzthubschrauber stets das Rufzeichen Christophorus 12. Nach umfangreichen Servicearbeiten, während derer am jeweiligen Standort eine andere Maschine eingesetzt wird, kann es vorkommen, dass das aus dem Service entlassene Luftfahrzeug einem neuen Standort zugewiesen und demgemäß vereinsintern umbenannt wird. Dabei können auch am Hubschrauber angebrachte Logos lokaler Sponsoren oder Partner wechseln. Auf das Luftfahrzeugkennzeichen des Fluggeräts hat dies jedoch keinen Einfluss. 
Im Jahr 2012 wurde als erster ÖAMTC-Hubschrauber Christophorus 11 in Klagenfurt zum Instrumentenflug nachgerüstet, sodass dieser auch bei widrigen Sichtverhältnissen nach dem sogenannten Wolkendurchstoß-Verfahren fliegen kann.
In diesem Zusammenhang werden an den 24-Stunden-Stützpunkten vorwiegend die neueren Maschinen (OE-XVI, OE-XVJ, OE-XVP, OE-XVQ, OE-XVR, OE-XVS, OE-XVT, OE-XVU und OE-XVV), welche besonders für den Nacht(instrumenten)flugbetrieb ausgerüstet sind, eingesetzt.

## Standorte
| Innsbruck C1 |

| Krems C2 |

| Wiener Neustadt C3, C18 |

| Kitzbühel C4 |

| Landeck C5 |

| Salzburg C6 |

| Lienz C7 |

| Nenzing C8 |

| Wien C9 |

| Linz C10 |

| Klagenfurt C11 |

| Graz C12 |

| Niederöblarn C14 |

| Ybbsitz C15 |

| Oberwart C16 |

| Suben C Europa 3 |

| St. Michael C17 |

| Funkrufname            | Standort                        | ICAO-Code | in Betrieb seit                       | Besonderheit |
| ---------------------- | ------------------------------- | --------- | ------------------------------------- | --- |
| Christophorus 1        | Innsbruck                       | LOJO      | 1. Juli 1983 (LOWI) / Mai 2005 (LOJO) | – |

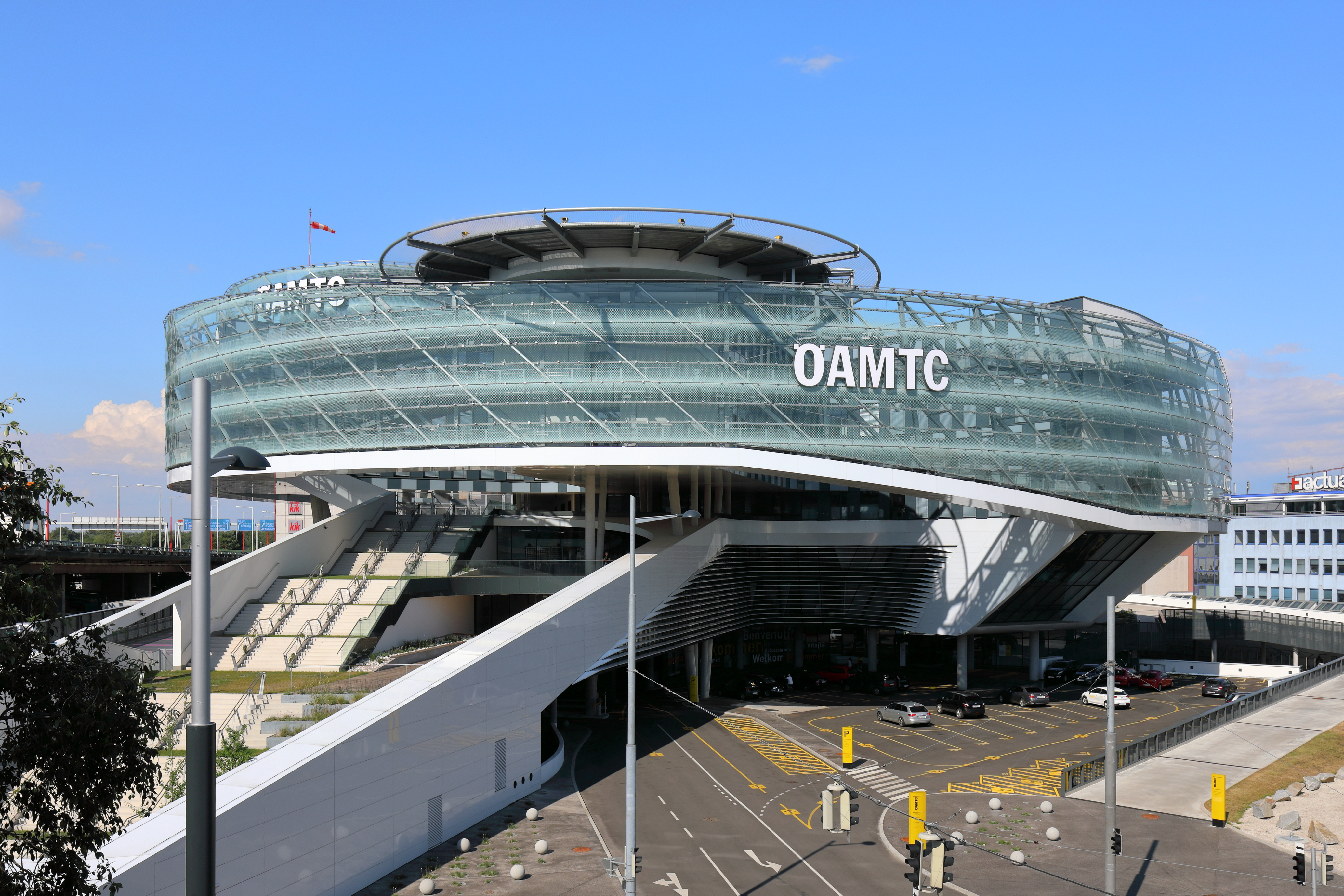
Seit April 2017 ist auf dem Dach der Wiener ÖAMTC-Zentrale der Notarzthubschrauber Christophorus 9 stationiert, nachdem dieser zuvor 16 Jahre auf dem Areal des einstigen Flughafens Aspern stationiert war

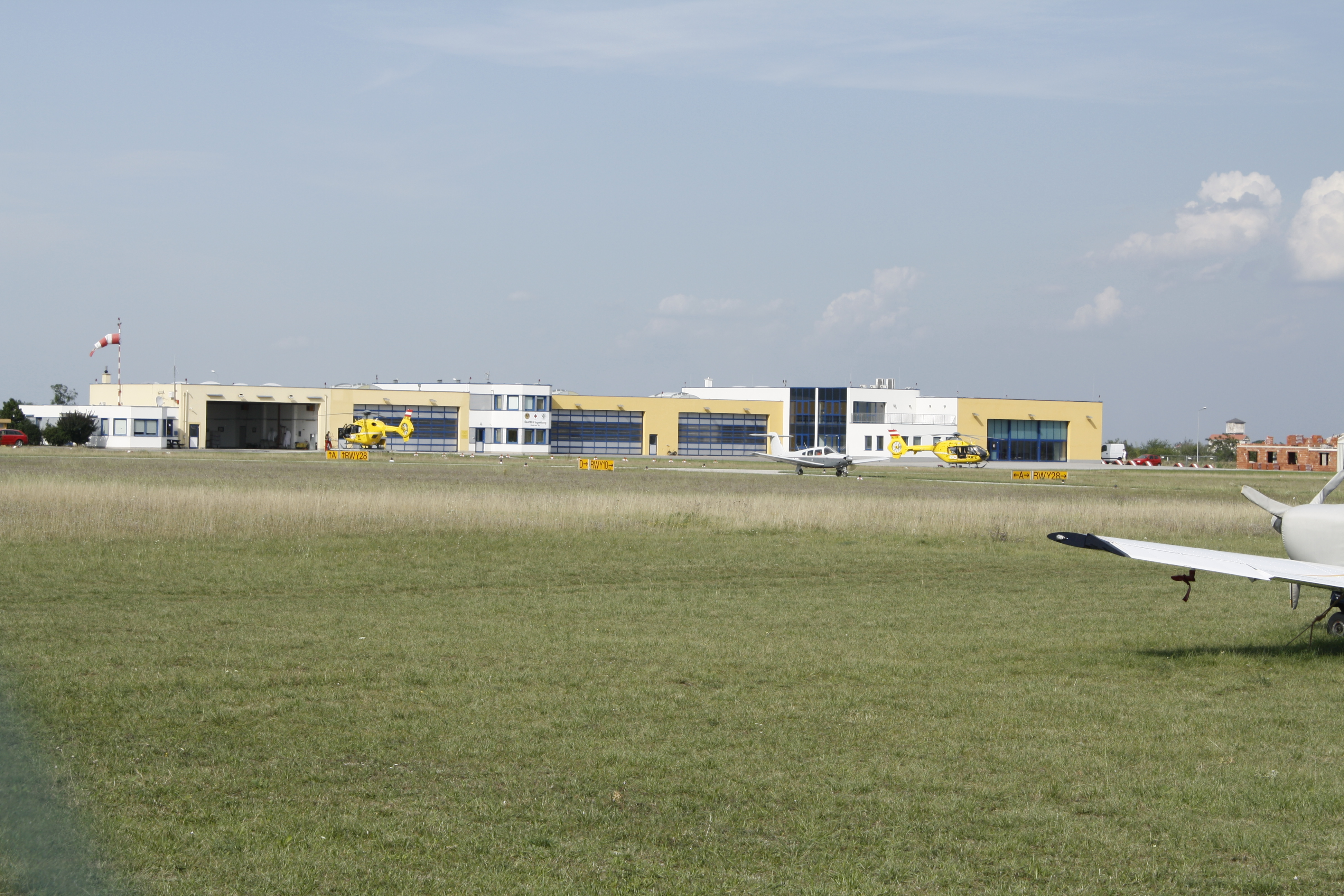
Flugrettungszentrum Ost am Flugplatz Wiener Neustadt (Stützpunkt von Christophorus 3 und 33/ITH sowie Wartungsbetrieb)

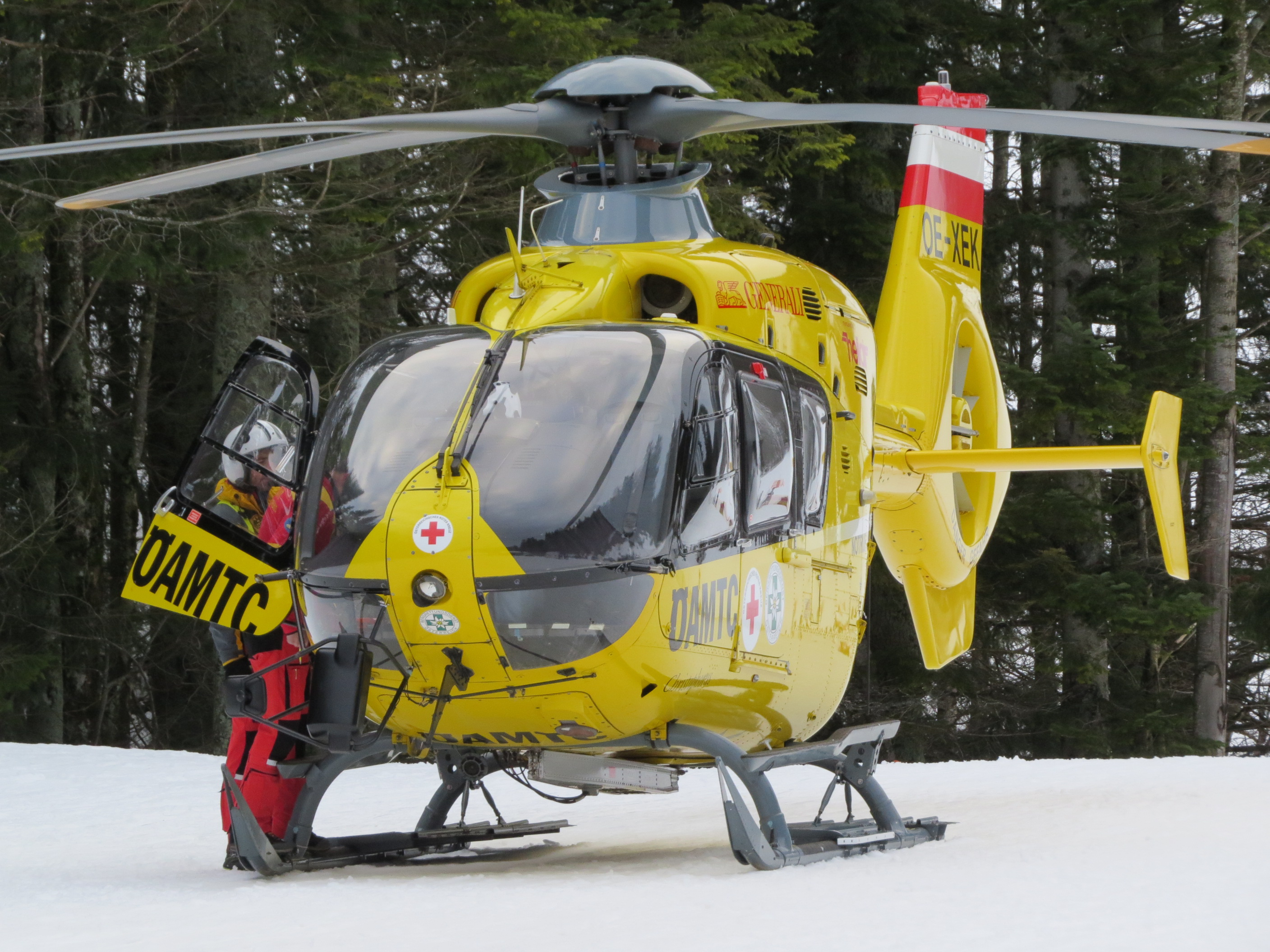
Christophorus 14 im Alpineinsatz in Annaberg (Niederösterreich)

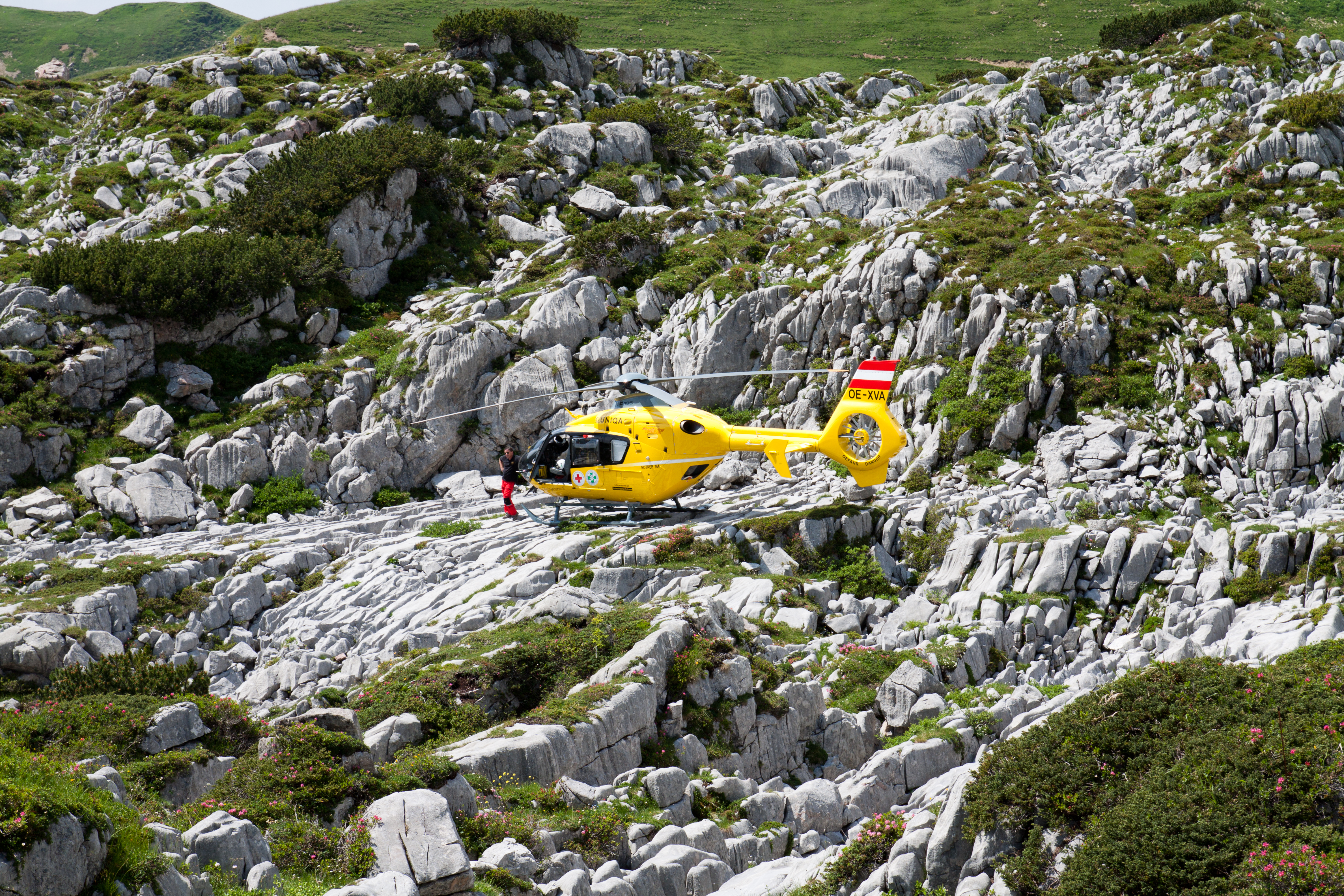
Christophorus 8 im Einsatz am Steinernen Meer

| Christophorus 2        | Krems                           | LOAG      | 1. September 1983                     | 24h einsatzbereit, u. U. auch für ganz Mittel- und Ostösterreich Bei Schlechtwetter (Nebel …) auch als NEF alarmierbar |
| Christophorus 3        | Wiener Neustadt                 | LOAN      | 15. September 1984                    | – |
| Christophorus 4        | Reith bei Kitzbühel             | LOJC      | 10. Dezember 1984                     | – |
| Christophorus 5        | Landeck/Zams                    | LOIL      | 1. Jänner 1993                        | – |
| Christophorus 6        | Salzburg                        | LOWS      | 1. April 2001                         | – |
| Christophorus 7        | Lienz                           | LOKL      | 1. Jänner 2001                        | – |
| Christophorus 8        | Nenzing                         | LOIG      | 1. Jänner 2001                        | – |
| Christophorus 9        | Wien                            | LOAJ      | 1. April 2001                         | im Winter verlängerte Betriebszeiten über Sonnenuntergang hinaus (bis ca. 20 Uhr). in den Sommermonaten in Zusammenarbeit mit der Berufsfeuerwehr Wien Aufnahme von Tauchern möglich, welche mit dem Fluggerät schnell zu (Ertrinkungs-)Unfällen an/in Gewässern in Wien und Umgebung gebracht werden können. |
| Christophorus 10       | Linz                            | LOWL      | 1. April 2001                         | – |
| Christophorus 11       | Klagenfurt                      | LOWK      | 1. Juli 2001                          | instrumentenflugtaugliche Maschine „Wolkendurchstoßverfahren“ aufgrund häufigen Nebels |
| Christophorus 12       | Graz                            | LOWG      | 1. Juli 2001                          | – |
| Christophorus 14       | Niederöblarn                    | LOGO      | 1. Juli 2001                          | – |
| Christophorus 15       | Ybbsitz                         | LOLY      | 26. Juni 2004                         | – |
| Christophorus 16       | Oberwart                        | LODO      | 1. Mai 2005                           | – |
| Christophorus 17       | Sankt Michael in Obersteiermark | LODC      | 20. Mai 2020                          | 24h einsatzbereit, u. U. auch für ganz Mittel- und Ostösterreich |
| Christophorus 18       | Frauenkirchen                   | LOAN      | 1. April 2024                         | 04/2024–01/2025 Provisorium am Flugplatz Wiener Neustadt; seit Fertigstellung des Stützpunktes in Frauenkirchen 01/2025 Betrieb von ebendort |
| Christophorus Europa 3 | Suben                           | LOLS      | 23. Juli 2003                         | – |
| Christophorus 99       | Niederöblarn                    | LOGO      | unbekannt                             | Ergänzung zu Christophorus 14, welcher aufgrund der Topographie (komplexe Bergrettungseinsätze) und großen Distanzen zu den Schwerpunktkliniken öfter stundenlang nicht verfügbar ist |
| Christophorus 33 / ITH | Wiener Neustadt                 | LOAN      | 1. Juli 1999                          | – |

1. ↑  Anmerkung für Stützpunkt Christophorus 8 in Nenzing: Für diesen Stützpunkt stellt der Christophorus Flugrettungsverein das Fluggerät und die Piloten zur Verfügung. Mit der Organisation und dem Betrieb der Flugrettung wurde vom Land Vorarlberg die Vorarlberger Bergrettung beauftragt.
2. ↑  Anmerkung für Stützpunkt Christophorus 9 in Wien: Für diesen Stützpunkt stellt der Christophorus Flugrettungsverein das Fluggerät und die Piloten zur Verfügung. Mit der Organisation und dem Betrieb der Flugrettung wurde vom Land Wien die Berufsrettung Wien MA70 beauftragt.
3. ↑  Anmerkung für Christophorus 11 in Klagenfurt: Im Jahr 2012 übersiedelte der NAH in einen ÖAMTC-eigenen Hangar. Bis dahin teilte er sich einen Hangar mit dem Hubschrauber des Innenministeriums.
4. ↑  Anmerkung für Stützpunkt Christophorus 17 in St. Michael in Obersteiermark: Neben Christophorus 2 ist dies der einzige Hubschrauber in Österreich, der nachtflugtauglich und rund um die Uhr einsatzbereit ist.
5. ↑  Anmerkung für Stützpunkt Christophorus Europa 3 in Suben: Dieser Stützpunkt wird gemeinsam mit dem ADAC betrieben und ist das erste grenzüberschreitende und von zwei Ländern betriebene Notarzthubschrauberprojekt Europas. Die Besatzungen kommen je zur Hälfte aus Bayern (D) und Oberösterreich (A) und betreuen auch diese beiden Bundesländer. Für die Koordinierung der Hubschraubereinsätze sind die Rot-Kreuz-Leitstellen in Passau und Ried im Innkreis zuständig.

## Unfälle
- Am 14. Februar 1988 stürzte Christophorus 1 (Alouette III) auf dem Rückflug eines Rettungseinsatzes ab, bei dem die Patientin zuvor an die Bergrettung übergeben wurde. Die endgültige Ursache ist bis heute ungeklärt. Beim Absturz kamen der Notarzt und der Rettungssanitäter ums Leben. Der zweite Sanitäter und der Pilot erlitten schwere Verletzungen und wurden von Christophorus 4 geborgen.

- Am 19. August 1992 geriet Christophorus 5 (Eurocopter AS 350 B2) in Tannheim (Tirol) in ein in den Luftfahrtkarten nicht eingezeichnetes Heuseil und stürzte ab. Die am ca. 10 Meter langen Bergeseil hängende Notärztin kam dabei ums Leben, der Pilot wurde schwer verletzt.[23]

- Am 5. Juni 1999 geriet Christophorus 4 (Eurocopter AS 350) in Ellmau während des Landeanfluges in eine Starkstromleitung der ÖBB, stürzte dabei auf das Dach eines Wohnhauses und brannte komplett aus. Der Notarzt wurde schwer verletzt und starb zwölf Tage später. Der Pilot und ein Sanitäter wurden nur leicht verletzt.

- Am 1. Mai 2006 streifte Christophorus 6 (Eurocopter EC 135, OE-XEH) in Salzburg beim Anflug auf den Dachlandeplatz des Unfallkrankenhauses die äußere Randeinfassung der Dachlandefläche und stürzte auf den unterhalb befindlichen Kinderspielplatz am Gelände des Betriebskindergartens. Der Pilot wurde schwer, die übrigen drei Besatzungsmitglieder leicht verletzt, der Patient erlitt keine weiteren Verletzungen. Der Spielplatz wurde zum Zeitpunkt des Unfalls nicht benutzt. In einer ersten öffentlichen Stellungnahme sagte der Pilot aus, er habe vor dem Absturz Probleme mit der Steuerung des Heckrotors bemerkt.[24] Drei Jahre nach dem Absturz veröffentlichte die Flugunfallkommission den vollständigen Bericht des Vorfalls, in welchem eindeutig menschliches Versagen bei technisch einwandfreiem Hubschrauber als Ursache dokumentiert ist. Der Hubschrauber musste als Totalschaden abgeschrieben werden.[25]

- Am 23. Mai 2019 geriet Christophorus 5 (Eurocopter EC 135, OE-XVD) nach einem Bergungseinsatz im Bereich Galzig außer Kontrolle, da der 42-jährige Pilot der Maschine einen medizinischen Notfall erlitt. Beim Verladen des Patienten begann sich die Maschine unkontrolliert zu drehen und blieb wenige Meter neben dem Landeplatz auf einer Forstwegkreuzung liegen, nachdem das Heck mit einer Schneewand kollidierte. Der bereits im Bergesack befindliche Patient stürzte aus dem Fluggerät, ein weiterer Flugretter wurde leicht verletzt. Der Rettungshubschrauber Martin 2 wurde von der Crew angefordert und dem Piloten wurde bis zu deren Eintreffen Erste Hilfe geleistet. Der hinzugezogene Hubschrauber transportierte den Piloten sowie den verletzten Flugretter ab, der eigentliche Patient wurde mit einem Rettungstransportwagen ins Krankenhaus Zams abtransportiert. Der havarierte Christophorus 5 wurde nach Anweisung der Staatsanwaltschaft Innsbruck sichergestellt, ein gerichtlich beeidigter Sachverständiger für Luftfahrt wurde mit der Ermittlung der Unfallursache beauftragt.[26]

Für weitere Unfälle siehe: Flugrettung in Österreich.